# Budynek przy ul. Ignacego Daszyńskiego 17 w Sanoku
Budynek przy ul. Ignacego Daszyńskiego 17 w Sanoku – budynek położony w Sanoku.
Budynek jest położony przy ulicy Ignacego Daszyńskiego, u zbiegu z ulicą Juliusza Słowackiego (wcześniej przy ulicy Floriańskiej u zbiegu z ulicą Rylskich).
Pierwotnie stanowił żydowską bożnicę. Początkowo figurował pod numerem konskrypcyjnym 344.
Na przełomie 1928/1929 budynek został nabyty od Gminy Żydowskiej na rzecz sanockiego oddziału Polskiego Czerwonego Krzyża, który w okresie II Rzeczypospolitej działał w nim przy ówczesnej ulicy Floriańskiej 21, potem nr 17 (wcześniej oddział PCK w Sanoku funkcjonował na terenie sanockiego zamku). Gospodarzem budynku był Władysław Gołkowski. W 1934 ze składek sanoczan została ustanowiona tablica pamiątkowa zawierająca godło Polski oraz inskrypcję w języku łacińskim: In bello et in pace caritas. 1 IX Sanok 1934 (pol. Miłość w czasie wojny i pokoju. 1 IX Sanok 1934; po II wojnie światowej tablica została zamieniona na szyld, a na jej odwrocie umieszczono napis Świetlica PCK – 14 V 1950 – Sanok; na początku XXI wieku została odnaleziona i poddana renowacji). W 1935 przy sanockim PCK została utworzona przychodnia. Funkcję prezesa PCK w Sanoku pełnili m.in. Antoni Dorosz, Władysław Dukiet, Samuel Herzig, Stanisław Domański, Zofia Skołozdro, Stanisław Kawski, Roman Daszyk.
Po wybuchu II wojny światowej w okresie okupacji niemieckiej w budynku mieścił się urząd Der Kreishauptmann oraz działał ośrodek zdrowia (niem. Gesundheitsamt). W maju 1950 w budynku podjęło działalność pogotowie ratunkowe (adres ulicy pod numerem ulicy 15 w 1950, później pod numerem 11).
Właścicielem budynku jest Polski Czerwony Krzyż (w grudniu 2004 sanocki oddział PCK obchodził 85-lecie istnienia). Poza działalnością tej organizacji, pomieszczenia budynku zostały wynajęte i podmioty prywatne podjęły w nim działalność handlową i usługową.
Budynek został wpisany do rejestru zabytków (1985) oraz do gminnej ewidencji zabytków miasta Sanoka.